# عاصم ماديبو
عاصم عمر الحاج ماديبو (مواليد 22 أكتوبر 1996) هو لاعب كرة قدم قطري من أصول سودانية، يلعب لصالح نادي الغرافة في دوري نجوم قطر و‌منتخب قطر لكرة القدم في مركز الوسط.
مثل المنتخبات السنية القطرية و له تجارب احترافية في الخارج.

## مسيرة اللاعب
كان يلعب في نادي لخويا في عام 2017 صدر قرار بدمج نادي لخويا مع نادي الجيش تحت مسمى نادي الدحيل و انظم بعدها إلى نادي الدحيل و أعاره الدحيل إلى نادي يوبين البلجيكي و بعدها إلى نادي الغرافة وانتقل إلى نادي الغرافة في عام 2024.

## روابط خارجية
- عاصم ماديبو على موقع الاتحاد الأوربي (الإنجليزية)
- عاصم ماديبو على موقع قاعدة بيانات كرة القدم.إي يو (الإنجليزية)
- عاصم ماديبو على موقع ناشيونال فوتبول تيمز (الإنجليزية)
- عاصم ماديبو على موقع Soccerway.com (الإنجليزية)
- عاصم ماديبو على موقع عالم كرة القدم.نت (الإنجليزية)